# Papežská šlechta

Znak Svatého stolce

Papežská šlechta je označení šlechtických rodů, jimž byl titul udělen panovníkem Svatého stolce - papežem.

## Historie
Několik papežských titulů patřících mezi papežská vyznamenání, bylo uděleno od zvolení Papeže Jana XXIII. Náleží mezi ně tituly princ, vévoda, hrabě, markýz a baron. Během svého pontifikátu povýšil do šlechtického stavu několik významných osob i papež Jan Pavel II., stejně jako papež Benedikt XVI., a to prostřednictvím vatikánského Státního sekretariátu. Papežská šlechta je jako taková součástí Papežského dvora, reformovaného roku 1968 prostřednictvím apoštolského dopisu Pontificalis Domus, který reorganizoval Papežskou domácnost. 

## Papežská hrabata a hraběnky
Hrabě/Hraběnka je jedním z šlechtických titulů udělovaných papežem. Tradičně býval udělen v různých formách papežem nebo císařem Svaté říše Římské od středověku, jen vzácně však před 14. stoletím. Nositeli tohoto vyznamenání jsou lidé, nejčastěji Italové, kteří mají blízko k papeži, a prominentní katolíci, jako byl například irský tenorista John McCormack, americký finančník George MacDonald a Rose Kennedyová, matka amerického prezidenta Johna Kennedyho.

## Papežské šlechtické rody
Mezi papežské šlechtické rody patřily:
- Aldobrandiniové
- Barberiniové
- Borghesové
- Borgiové
- Borromejští
- Chigiové
- Colonnové
- Contiové
- Cybové
- Matteové
- Medicejští
- Orsiniové
- Pamphiliové (později též Doria-Pamphili-Landiové)
- Ruspoliové